# Nu Nrg
Nu Nrg est un groupe de trance italien composé d'Andrea Ribeca et de Giuseppe Ottaviani. 

## Historique
Nu Nrg fut formé en 1999. Leur premier single fut Dreamland qui les mena vers Paul van Dyk qui les fit signer sur son label Vandit Records. Ils arrêtèrent leur collaboration fin 2005 pour se consacrer à des carrières solos mais le label Monster Tunes continua à sortir leurs anciennes productions jusqu'en 2007. Giuseppe Ottaviani produit toujours de la trance euphorique dans le style de Nu Nrg mais Andrea Ribeca produit désormais principalement de la tech-house. Ottaviani est signé sur Vandit.

## Discographie

### Albums
- 2004 Freefall
- 2007 Most Wanted

### Singles
- 2001 Dreamland
- 2003 Connective EP
- 2003 Space Flower EP

## Récompense(s)
- Trance Awards 2004 Best Live Act